# Eyelet

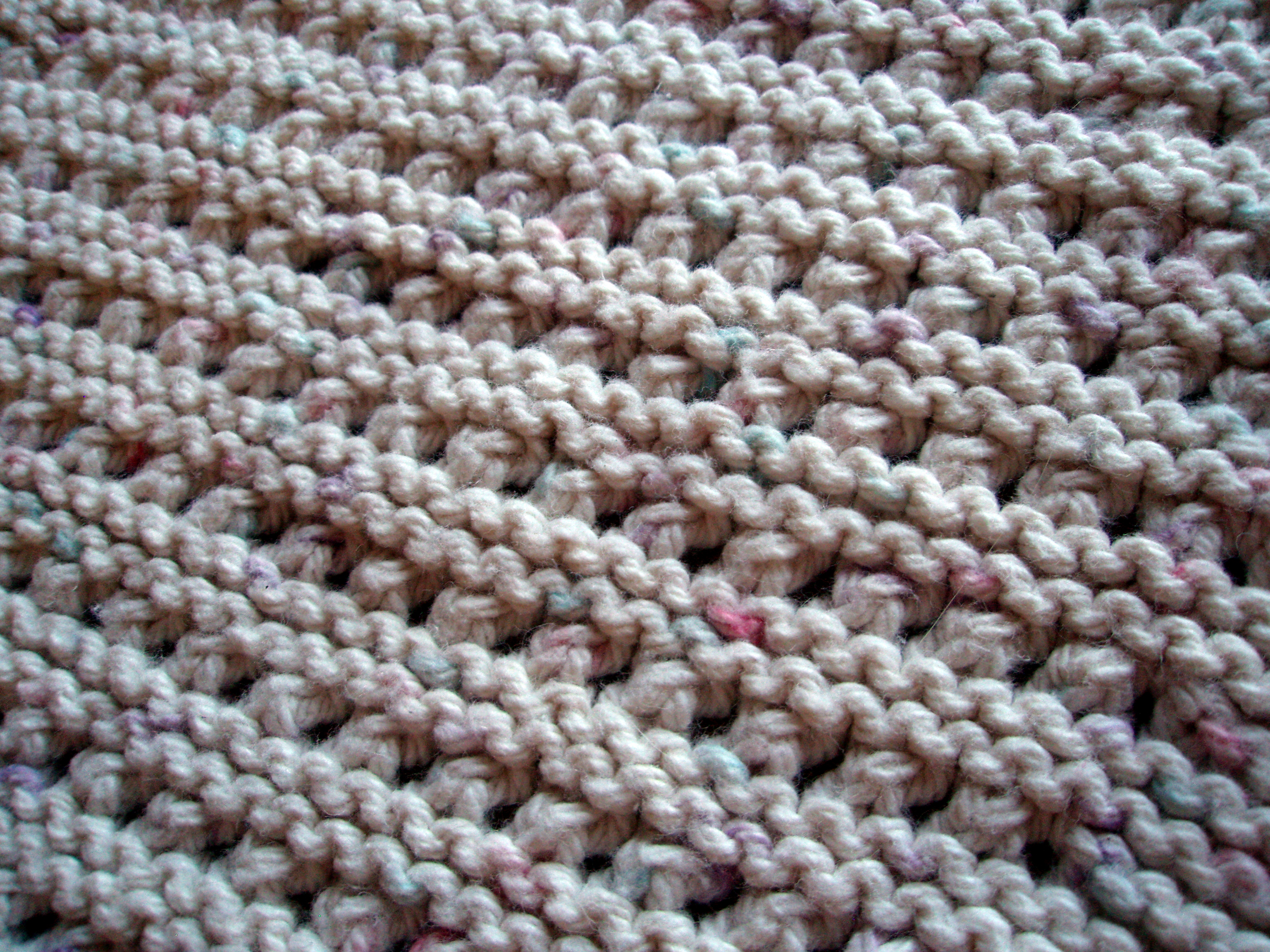
Ručně pletený eyelet

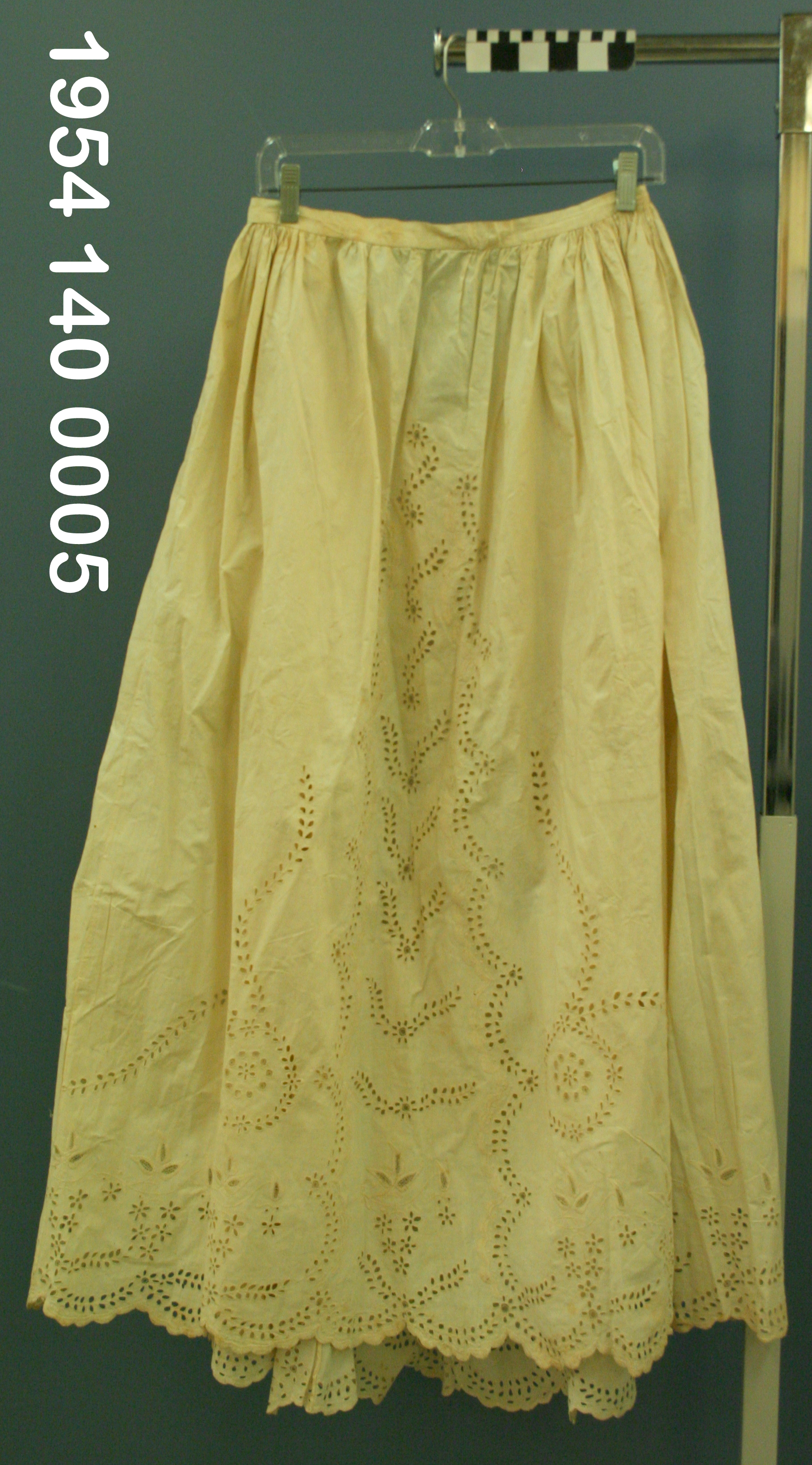
Lněná spodnička s bavlněnou výšivkou (z roku 1846)

Eyelet (z angl.: očko) je označení pro
- jednolícní zátažnou pleteninu s dírkovým vzorem.

Vyrábí se na dvoulůžkových okrouhlých strojích (obvykle kombinace talíře a válce), kde převěšováním  platinových oček na vedlejší jehlu vznikají síťové vzory a stahováním oček se tvoří plastická struktura úpletu. Převěšování se provádí přemísťováním oček z jednoho lůžka do druhého s pomocí navěšovacích platin řízených bubínkovým,  žakárovým ústrojím nebo  zámkem.
Eyelet se původně vyráběl na francouzských stávcích (převěšování se provádělo s pomocí speciálních jazýčkových jehel s postranní rozpěrnou pružinou (Spreizfedernadel)). Eyelet z okrouhlých pletacích strojů považují někteří odborníci za imitát pravého eyeletu.
- pleteninu zhotovenou ručně nebo na ručním pletacím stroji. Eyerlet se dá uplést v různých variantách např. podle obsáhlého odborného návodu.[4] [5]
- výšivku ve tvaru obšívané dírky jako část vzoru používaného ke zdobení materiálu.[6]

Eyelet se obvykle vyšívá na lehké tkanině z bavlny, směsi polyester/ bavlna nebo lnu. Původní ruční výšivka (známá od 16. století ve východní Evropě) se asi od konce 19. století zhotovuje na  člunkovém vyšívacím stroji  knoflíkovým stehem. Tkanina se z vnitřní části vyšitých tvarů (nejčastěji kroužků) potom odstraňuje vystřihováním nebo vysekáváním.
Tkaniny s eyeletovou výšivkou se používají na halenky, letní šaty, sukně aj.
- (zejména v angličtině) kovový prstenec ke zpevnění otvorů, dírka nebo perforace s kovovým orámováním a pod.[8]

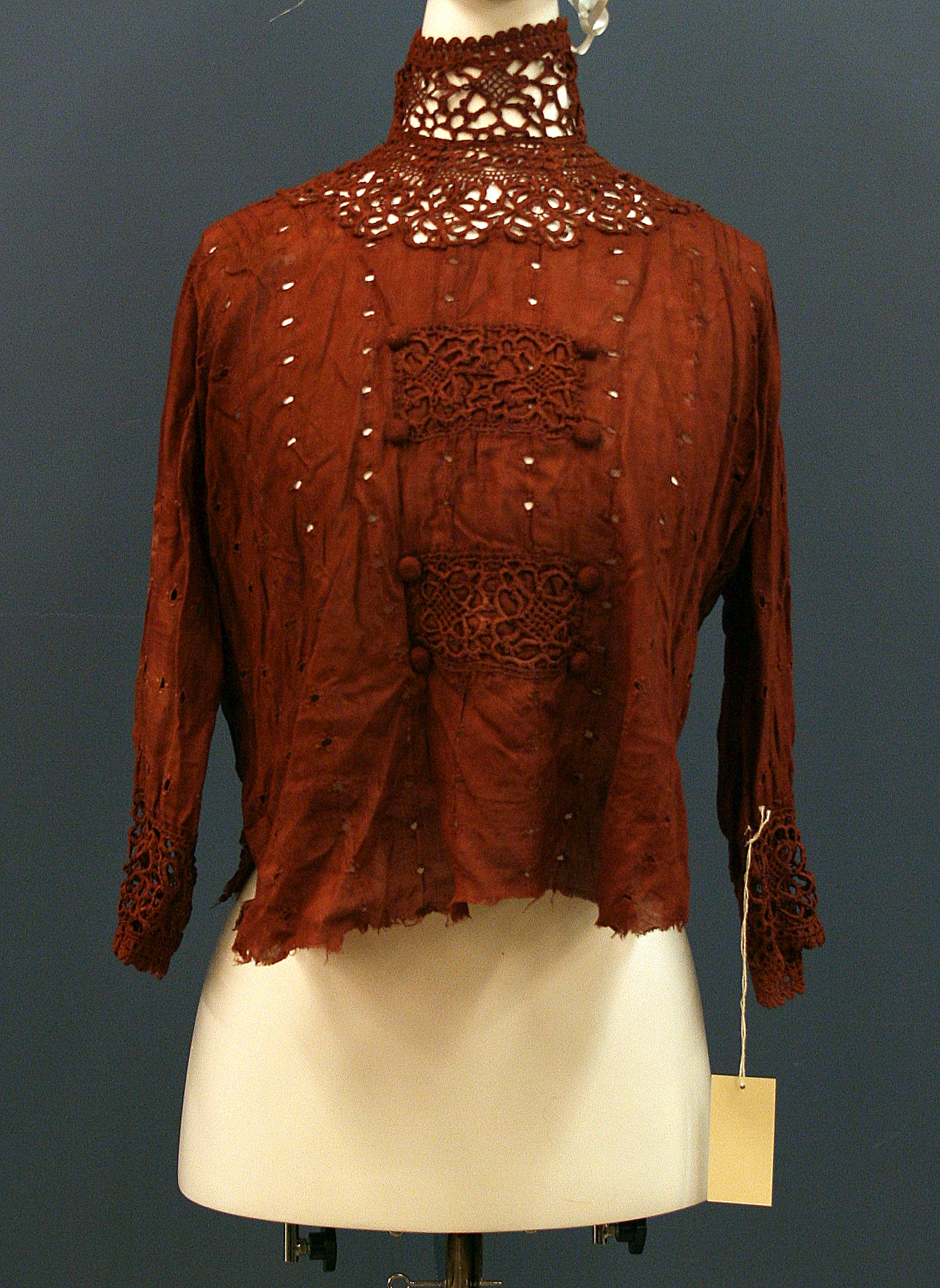
Eyelet na bavlněné halence (USA ze začátku 20. století)